# Semn moale
Semnul moale („Ь ь”) nu este un sunet propriu-zis, ci un semn care indică faptul că consoana precedentă se palatalizează. 
A nu se confunda cu î – „Ы ы” sau cu semnul tare – „Ъ, ъ”.